# Los Aleros
Los Aleros es un parque temático ubicado en el estado Mérida, Venezuela construido en 1984 para representar un típico pueblo de los Andes en la década de 1930. Los Aleros está ubicado en la carretera trasandina a 25 kilómetros al noreste de la ciudad de Mérida, en la vecindad de Tabay, y a unos 40 km al suroeste de Apartaderos. El personal que labora en Los Aleros visten de manera tradicional a la época que reviven y los guías del parque suelen ser adolescentes. Los Aleros emplea a más de 120 personas e indirectamente provee trabajo a más de 2 mil.
Los Aleros, fue abierto al público el 28 de julio de 1984 de la mano de su creador, el merideño Alexis Montilla, quien soñó una vez crear un pueblo que reviviera la forma de vida y costumbres de los andinos hacia finales de los años 30 del siglo pasado, es decir, el lugar y el tiempo en los cuales nacieron, crecieron y vivieron sus antepasados. Alexis Montilla nació en Chachopo, estado Mérida en mayo de 1944.

## Estaciones
Los Aleros está ubicado en un valle rodeado por las faldas del Parque nacional Sierra Nevada, de manera que la travesía por sus instalaciones es empinada por colinas a las que se sube por escalones de piedra y se puede descender por un tobogán de cemento. Las estaciones a lo largo del recorrido incluyen un cementerio que tiene una cueva encantada, una larga cabaña donde se buscan tesoros, cambiantes de monedas por morocotas, una estación de gasolina Shell, una choza donde se escucha radio al estilo de la época, un cine donde aparecen fantasmas, muérganos que están en la calle vestidos de la época, artesanos, hacedores de cabuya de fique, mujeres prensadas en la rueca sacando lana de las ovejas, una iglesia frente a una plaza Bolívar, entre otros.